# Шекинский заказник
Шекинский заказник (азерб. Şəki Dövlət Təbiət Yasaqlığı) создан в 1964 году на административной территории Шекинского района Азербайджана в бассейне реки Айричай, между трассами Евлах—Шеки и Шеки—Огуз. Заказник относится к территории типа фауна. Площадь — 10350 га.
Заказник богат растительностью в виде лесных массивов из дуба, ольхи, ореха и тутового дерева. Наряду с лесными деревьями в долинах рек распространены кустарники боярышника, шелковицы, ежевики и вишни.

## Цель создания
Основной целью создания заказника является сохранение и восстановление популяции фазана, турача, бурых медведей, кабанов, а также других ценных видов животных.

## Животный мир
В Шекинском заказнике из млекопитающих обитают бурый медведь, степной кабан, волк, шакал, лиса, лесной кот, енот, барсук, заяц, соболь, лесная куница, белка; а из птиц – фазан, турач, лесной голубь, вяхирь, бекас, перепел, селезень, утка.

## См.также
- Список заповедников Азербайджана
- Список национальных парков Азербайджана
- Список заказников Азербайджана